# Kautuku Swamp
Der Kautuku Swamp ist ein ständig mit Wasser bedeckter Sumpf im Hastings District der Region Hawke’s Bay auf der Nordinsel von Neuseeland.

## Geographie
Der Kautuku Swamp befindet sich rund 9 km westsüdwestlich von Napier und rund 8,5 km nordwestlich von Hastings auf der Nordseite des Ngaruroro River. Der 13 Hektar große Sumpf erstreckt sich über eine Länge von rund 1 km in Nord-Süd-Richtung und über eine maximale Breite von rund 435 m in Ost-West-Richtung. Die Uferlinie bemisst sich auf rund 2,9 km.
Wasserzulauf bekommt der Sumpf hauptsächlich von kleinen Bächen, die von Norden und Osten zulaufen und ein Gebiet von rund 2,3 km² entwässern. Ein Wasserabfluss findet am südlichen Ende des Sumpfes über einen kleinen Bach statt, der weiter südöstlich in den Ngaruroro River mündet.
Nordwestlich des Kautuku Swamp liegt in einer Entfernung von rund 1,4 km der Hurimoana Swamp und in 1,6 km westlich der Rūnanga Lake. Rund 1 km östlich ist der Oingo Lake zu finden.